# I Musici
I Musici (І Музічі) — італійський камерний оркестр із Риму, що утворився в 1952 році. Добре відомі завдяки виконанню барокової музики, зокрема Антоніо Вівальді та Томазо Альбіноні. 
 I Musici виконують музику на струнних інструментах та на клавесині. Серед струнних інструментів 6 скрипок, 2 альта, 2 віолончелі і контрабас. I Musici — ансамбль, що працює без диригента, однак добрі стосунки дванадцяти музикантів забезпечують гармонію у творенні музики.

На сьогодні ансамбль існує в наступному складі:

Скрипки: Антоніо Сальваторе, Антоніо Ансельмі, Марко Серіно, Клаудіо Буккарелло, Паскале Пеллегріно, Жан Лука Апостолі

Альти: Массімо Паріс, Сільвіо ді Рокко

Віолончелі: Віто Патерностер, П'єтро Босна

Контрабас: Роберто Ґамбіолі

Клавесин: Франческо Буккарелла-Ґаратті